# 쟌발쟌
"쟌발쟌"은 한국에서 제작된 조긍하 감독의 1961년 영화이다. 김승호 등이 주연으로 출연하였고 신종수 등이 제작에 참여하였다.

## 출연

### 주연
- 김승호
- 방수일
- 김혜정
- 이향

## 기타
- 원작자: 빅토르 위고
- 조명: 이병준
- 미술: 이명수